# Beate Kiupel
Beate Regina Kiupel (* 1962 in Hamburg) ist eine deutsche Schauspielerin und Hörspielsprecherin.

## Leben
Während eines Urlaubsaufenthaltes ihrer Eltern in Hamburg kam Beate Kiupel als Tochter eines Im- und Exportkaufmanns in einer Entbindungsstation auf dem Gelände der damaligen Alsterdorfer Anstalten auf die Welt; die Familie lebte zu der Zeit aus beruflichen Gründen des Vaters in Hongkong. Als Kiupel zwei Jahre alt war, zogen die Eltern mit ihr und ihrer älteren Schwester Birgit, einer Historikerin, Autorin und Zeichnerin, nach Hamburg. Nach dem Abitur erlernte sie den Beruf der Industriekauffrau, nahm dann aber Unterricht an der Schauspielschule von Hildburg Frese, nachdem sie schon im Schul- und später am Amateurtheater erste Bühnenerfahrungen gemacht hatte. Im letzten Jahr ihrer Ausbildung spielte sie bereits am Staatstheater Braunschweig, dem sie knapp zwei Jahre angehörte und wo sie in Stücken wie Bluthochzeit von Federico García Lorca, Das Haus in Montevideo von Curt Goetz oder Ibsens Peer Gynt auf der Bühne stand.
Ende der 1980er Jahre kehrte Beate Kiupel nach Hamburg zurück und sprach an verschiedenen Theatern vor, unter anderem auch am Ohnsorg-Theater, wo sie zunächst in einem Weihnachtsmärchen in hochdeutscher Sprache besetzt wurde. Zwei Wochen vor der Premiere des Stückes Een Matjes singt nicht mehr musste sie für eine erkrankte Kollegin einspringen und stand so neben Jochen Schenck, Herma Koehn und anderen zum ersten Mal in einer großen plattdeutschen Rolle auf der Bühne an den Großen Bleichen. Seit 1988 gehört Beate Kiupel zum festen Ensemble des Ohnsorg-Theaters. Hier war sie u. a. als Titelfigur in Rose Bernd von Gerhart Hauptmann oder als Hannchen in der Operette De Vedder ut Dingsda nach Eduard Künneke zu sehen, spielte in Schwänken wie den Ohnsorg-Klassikern Twee Kisten Rum und Tratsch op de Trepp, ferner in De Kaktusblüüt, Charleys Tante oder in dem Musical Rock op platt. Einige Stücke unter Kiupels Mitwirkung waren auch als hochdeutsche Inszenierungen im Fernsehen zu sehen.
Gemeinsam mit ihren Schauspielkollegen Jan Fedder und Jochen Busse stand sie in der Vergangenheit als Moderatorin von Fernsehformaten wie Nur das Beste oder Lachen macht Spaß vor der Kamera, in denen Sketch-Klassiker aus verschiedenen Jahrzehnten präsentiert wurden. Daneben ist Beate Kiupel auch als Sprecherin von niederdeutschen Hörspielen tätig, gastiert mit hoch- und plattdeutschen Lesungen in kulturellen Einrichtungen Norddeutschlands und wirkt bei szenischen Stadtrundgängen in ihrer Geburtsstadt mit.

## Aufzeichnungen aus dem Ohnsorg-Theater
- 1988: Wenn du Geld hast
- 1988: Ein Matjes singt nicht mehr
- 1989: Ein Mann ist kein Mann
- 1989: Die Deern ist richtig
- 1992: Durchgangsverkehr
- 1994: Nebel im Paradies
- 1995: Der Bürgermeisterstuhl
- 1999: Plünnenball
- 1999: Ein Hansen zuviel
- 2000: Hamburger Bier
- 2000: Morgen wird alles anders
- 2001: Reif für Rimini
- 2003: Ein Fall fürs Himmelbett
- 2004: Thea Witt macht nicht mit
- 2004: Das Geld liegt auf der Bank
- 2007: Schwarze Hochzeit
- 2008: Drei Mann an der Küste
- 2009: Ein gemütlicher Abend

## Filmografie
- 1991: Leonie Löwenherz – Kleinstadt-Safari
- 1996: Die Ohnsorgs
- 1996: Tatort – Parteifreunde
- 1999: Die Rettungsflieger – Der Schock
- 1999: Stubbe – Von Fall zu Fall: Die Seherin

## Hörspielproduktionen (Auswahl)
- 1995: Egen Fleesch un Bloot – Regie: Wolfgang Schenck
- 1995: Dat Verspreken – Regie: Edgar Bessen
- 1999: Dat Glück kummt dör dat Telefon – Regie: Hans Helge Ott
- 2000: Huus achter'n See – Regie: Ursula Hinrichs
- 2001: Börsen-Feever – Regie: Edgar Bessen
- 2006: Een Held in'n Dörpskroog – Regie: Hans Helge Ott
- 2006: Ünner den Melkwoold – Regie: Hans Helge Ott
- 2009: Hungern un Freten – Regie: Ilka Bartels
- 2010: Wilma un Karl – Regie: Hans Helge Ott
- 2010: SchnappSchuss – De Krimi op Platt (Folge: DNA ut Oklahoma) – Regie: Wolfgang Seesko
- 2011: Njorka un de Fents vun'n Sommer – Regie: Ilka Bartels
- 2012: Ik kenn di nich – Regie: NN
- 2014: Muuschmobil – Regie: Ilka Bartels
- 2016: De Hund von Buscherby – Regie: Hans Helge Ott